# Calamaria gracillima
Calamaria gracillima este o specie de șerpi din genul Calamaria, familia Colubridae, descrisă de Albert Günther în anul 1872. Conform Catalogue of Life specia Calamaria gracillima nu are subspecii cunoscute.